# 오케이 고
오케이 고(OK Go)는 미국의 록 밴드이다. 시카고에서 결성되었고 지금은 LA에 거주하고 있다.

## 역사
밴드의 싱어인 데미안 쿨라시는 그들이 11살일 때 베이시스트 팀 노드윈드를 만났다. 그들은 초기 기타리스트, 키보드리스트인 앤디 덩컨을 고등학교에서, 드러머인 댄 코놉카를 대학교에서 만났다. 그들은 1998년에 지금의 밴드 'OK Go'를 결성했다. 앤디 덩컨이 2005년에 탈퇴하고 2번째 앨범을 발매했다. 덩컨의 빈자리는 시카고에서 뽑은 컴퓨터 프로그래머인 앤디 로스(Andy Ross)로 대체했다. 가장 알려진 싱글 앨범으로는 〈Get Over It〉, 〈A Million Ways〉, 〈Here It Goes Again〉 등이다.

## 크게 알려진 뮤직비디오
오케이 고는 재밌고 신선한 뮤직비디오로 유명세를 탔다. 시작은 〈A Million Ways〉 뮤직비디오로 다른 밴드에서는 볼 수 없는 멤버들이 직접 만든 안무를 내용으로 크게 인기를 얻었다. 그 후 데뷔 음반에 수록된 〈C-C-C-Cinamon Lips〉에도 안무를 짜서 만들었다.
2006년 7월 31일, 오케이 고는 〈Here It Goes Again〉의 뮤직비디오를 내놓았다. 내용은 4명의 멤버가 마주보는 4대의 런닝머신에서 마치 거울을 보는듯이 딱딱 맞는 안무를 추는 내용이다. 이는 단 6일 만에 유튜브에서 천만 명이 볼 정도로 엄청난 인기를 끌었다. 2007년 1월을 기준으로 유튜브에서 가장 많이 본 동영상 8위, 가장 인기있는 동영상 5위를 기록중이다.
2006년 8월 31일에 MTV 뮤직 어워드에서 〈Here It Goes Again〉의 퍼포먼스를 선보였고 유튜브에서 선정한 2006년 "가장 창조적인 동영상"으로 뽑히는 영광을 얻었다.
그리고 2007년〈Here It Goes Again〉의 뮤직비디오로 그래미상의 최우수 뮤직 비디오 상을 수상했다.

## 구성원

### 현재
- 데미안 쿨라시(Damian Kulash) - 리드 보컬, 기타
- 팀 노드윈드(Tim Nordwind) - 베이스 기타, 보컬
- 댄 코놉카(Dan Konopka)– 드럼
- 앤디 로스(Andy Ross) – 키보드, 기타(2005년 ~ 현재)

### 초기
- 앤디 던컨(Andy Duncan) – 기타, 피아노, 키보드, 비브라폰, 보컬(1998년 ~ 2005년)
- 벌레이 시버(Burleigh Seaver) – 키보드, 타악기(2002년)
- 아라 앤더슨(Ara Anderson) – 전자 키보드, 타악기, 트럼펫(2002년, 2004년)

## 음반
- 《OK Go》(2002년)

Get over it
Don't ask me
You're so damn hot
What to do
1000 miles per hour
Shortly before the end
Return
There's a fire
C-C-C-Cinnamon lips
The fix is in
Hello, my treacherous friends
Bye bye baby
- 《Oh No》(2005년)

Invincible
Do what you want
Here it goes again
A good idea at the time
Oh lately it's so quiet
It's a disaster
A million ways
No sign of life
Let it rain
Crash the party
Television, television
Maybe this time
The house wins
- 《Of The Blue Color Of The Sky》(2010년)

WTF?
This Too Shall Pass
All Is Not Lost
Needing/Getting
Skyscrapers
White Knuckles
I Want You So Bad I Can't Breathe
End Love
Before the Earth Was Round
Last Leaf
Back from Kathmandu
While You Were Asleep
In the Glass
Louisiana Land (Bonus tracks)
White Knuckles (Bonus tracks)
- 《Hungry Ghosts》(2014년)

Upside Down & Inside Out – 3:08
The Writing's on the Wall – 3:33
Another Set of Issues – 3:58
Turn Up the Radio – 2:56
Obsession – 3:08
I'm Not Through – 3:36
Bright as Your Eyes – 2:55
I Won't Let You Down – 3:43
The One Moment – 3:43
If I Had a Mountain – 3:19
The Great Fire – 4:17
Lullaby – 3:42